# Allo Mouro
Allo Mouro es el nombre de una variedad cultivar de manzano (Malus domestica). Esta manzana es originaria de Galicia, está cultivada en la colección de árboles frutales y banco de germoplasma de Mabegondo con el N.º 7; ejemplares procedentes de esquejes localizados en Santiago de Landoi, parroquia del municipio de Cariño (La Coruña).

## Sinónimos
- "Manzana Allo Mouro",[4][5]
- "Maceira Allo Mouro".

## Características
El manzano de la variedad 'Allo Mouro' tiene un vigor vigoroso, productivo. Tamaño grande y porte erguido.
Época de inicio de brotación a partir del 20 de abril y de floración a partir de 13 de mayo.
Las hojas tienen una longitud del limbo de tamaño medio, con la máxima anchura del limbo ancha. Longitud de las estípulas es media y la máxima anchura de las estípulas es media. Denticulación del borde del limbo es ondulado, con la forma del ápice del limbo acuminado y la forma de la base del limbo es cordiforme. Con subestípulas presentes.
Sus flores tienen una longitud de los pétalos media, anchura de los pétalos es ancha, disposición de los pétalos en contacto entre sí, con una longitud del pedúnculo media.
La variedad de manzana 'Allo Mouro' tiene un fruto de tamaño medio, de forma plana-globosa, de color amarillo, sin chapa. Epidermis de textura rugosa sin pruina en su superficie, y con presencia de cera nula. Sensibilidad al "russeting" (pardeamiento áspero superficial que presentan algunas variedades) muy sensible. Con lenticelas de tamaño mediano.
Los sépalos están dispuestos completamente replegados, y libres en su base; su fosa calicina es muy profunda de una anchura ancha. Pedúnculo de grosor medio y de longitud medio, siendo la cavidad peduncular de una profundidad profunda y de anchura ancha. Con pulpa de color amarilla, de firmeza es intermedia y textura intermedia; su jugosidad es intermedia con sabor de acidez débil, y aromática.
Época de maduración y recolección a partir del 15 de octubre. 'Allo Mouro' es una manzana que su destino es la conservación de esta variedad en el banco de germoplasma de Mabegondo como reserva genética.

## Susceptibilidades
- Oidio: ataque débil
- Moteado: no presenta
- Raíces aéreas: ataque medio
- Momificado: no presenta
- Pulgón lanígero: ataque débil
- Pulgón verde: ataque fuerte
- Araña roja: no presenta
- Chancro del manzano: no presenta[3]